# Sistema Nacional Anticorrupción
El Sistema Nacional Anticorrupción de México, o SNA, es una instancia descentralizada que coordina a las autoridades gubernamentales a nivel federal, estatal y municipal para castigar, prevenir e investigar la corrupción en México, tanto la corrupción política como la pública y la policial. Está compuesto por 7 organismos independientes e interconectados, sus funciones incluyen: diseñar políticas anticorrupción, dar seguimiento a reportes ciudadanos, investigar y sancionar delitos de corrupción, y transparentar la información de los funcionarios públicos y del gasto público en México.

## Antecedentes
Desde la década de los noventa, México ha realizado esfuerzos fragmentados y aislados para combatir la corrupción. La propuesta del SNA es que las instituciones dedicadas a combatir la corrupción coordinen sus esfuerzos en un esquema de pesos y contrapesos capaz de detectar y corregir prácticas sistemáticas de corrupción.

### Corrupción e impunidad
La corrupción en México es considerado uno de los problemas más graves a nivel nacional, algunos estudiosos la consideran más preocupante que la pobreza pues impide el desarrollo económico y el correcto aprovechamiento de los recursos públicos, es decir, consideran que sin corrupción, la pobreza se erradicaría. Según el índice de percepción de corrupción 2017 emitido por Transparencia Internacional, México se encuentra en el lugar 135 de los países más corruptos al obtener sólo 29 puntos de 100. Los únicos países de América que obtuvieron peores calificaciones son Venezuela, Haití, Nicaragua y Guatemala.
Los niveles de corrupción difícilmente pueden disminuir si las violaciones a la ley no son debidamente castigadas. Esto se conoce como impunidad. De acuerdo al Índice Global de Impunidad, el promedio nacional de delitos denunciados que quedan sin castigar es de 69.84%. Sin embargo la mayoría de los estados de la república tienen índices más altos de impunidad. Por ejemplo, en 2018 en el Estado de México se abrieron 202,205 carpetas de investigación por delitos, la cantidad más alta en todo el país, y únicamente 1,209 recibieron una sentencia, es decir el 0.59%.
Entre 1998 y diciembre de 2018, la Auditoría Superior de la Federación ha realizado 971 denuncias penales por actos de corrupción pública dentro del gobierno de México, sólo el 3.5% han sido consignadas.

### Comisión Nacional Anticorrupción
Durante su campaña presidencial, Enrique Peña Nieto propuso la Comisión Nacional Anticorrupción (México) que sirvió para plantear la necesidad de un organismo autónomo, con facultades plenas de investigación y penalización de los delitos de corrupción. Además esta propuesta de proyecto puso en marcha varias  reformas constitucionales, las primeras de una larga lista de labores legislativas que permiten la existencia del Sistema Nacional Anticorrupción y le dan facultades jurídicas plenas.

### Iniciativa 3 de 3
En 2014 la sociedad civil comenzó la iniciativa ciudadana 3de3 para promover la transparencia y legalidad entre los servidores públicos, legisladores, miembros de partidos políticos y candidatos a cargos de elección popular, previo al periodo electoral 2015 y 2016. Consistía en la creación de una plataforma web para que estos individuos publiquen voluntariamente su declaración patrimonial, su declaración de intereses y su comprobante de pago de impuestos. En febrero de 2016 organizaciones y académicos presentaron una propuesta para la Ley General de Responsabilidades Administrativas, que contiene la iniciativa 3de3, junto con otras medidas. El 18 de julio del mismo año, el Congreso de la Unión aprobó el primer paquete de leyes anticorrupción.

## Marco normativo
Para la creación del Sistema Nacional Anticorrupción el Senado de México emitió 4 leyes nuevas: la Ley General del Sistema Nacional Anticorrupción, la Ley General de Responsabilidades Administrativas, la Ley Orgánica del Tribunal Federal de Justicia Administrativa y la Ley de Fiscalización y Rendición de Cuentas de la Federación. Y se reformaron 3 leyes: el Código Penal Federal, la Ley Orgánica de la Administración Pública Federal y la Ley Orgánica de la Procuraduría General de la República. Estas leyes implican nuevas responsabilidades y sanciones tanto para funcionarios públicos como para civiles y personas morales.

### Ley General de Acceso a la Información Pública
La primera acción legislativa en torno al Sistema Nacional Anticorrupción fue la reforma del artículo 6.º de la constitución que dio pie a la creación de la Ley General de Acceso a la Información Pública. Los objetivos de esta ley son:
- El acceso a la información es un derecho humano fundamental de los mexicanos.[17]
- Establecer procedimientos sencillos que den acceso a la información.
- Delimitar la información de interés público que tiene que difundirse activamente.
- Establece cómo se organiza y funciona el Sistema Nacional de Transparencia,[18] Acceso a la Información y Protección de Datos Personales y las partes que lo integran.[19][20]
- Distribuye las responsabilidades entre los organismos de transparencia y acceso a la información, también conocidos como órganos garantes.
- Establecer los procedimientos para que estos órganos garantes exijan la información que necesitan.[21]
- Promover la cultura de la transparencia entre los ciudadanos y los funcionarios públicos para que compartan y exijan información oportuna, verificable, comprensible, actualizada y completa, que se difunda en los formatos más adecuados y accesibles para todo el público.
- Obliga a todo aquel que reciba y ejerza recursos públicos o realice actos de autoridad a transparentar su información. Esta lista incluye autoridades de todos los órdenes del gobierno(legislativas, ejecutivas y judiciales), órganos autónomos, partidos políticos, sindicatos, fideicomisos, fondos públicos, personas físicas o morales.
- Sienta las bases para crear los sistemas locales anticorrupción en todo el país.

Considera como datos abiertos los datos digitales y accesibles en línea sobre el ejercicio de la administración pública o de recursos públicos. Deben ser:
- Accesibles, disponibles para la gama más amplia de usuarios.
- Integrales, contienen toda la información a detalle y los metadatos necesarios para comprender el tema del que tratan.
- Gratuitos, los usuarios obtienen los datos sin necesidad de entregar nada a cambio.
- No discriminatorios, los datos están disponibles a toda persona sin necesidad de un registro.
- Oportunos, se actualizan conforme se generan.
- Permanentes, las distintas versiones históricas se mantendrán disponibles a lo largo del tiempo.
- Primarios, provienen de la fuente de origen sin información o interpretaciones externas o adicionales.
- Legibles por máquinas, deben estar estructurados de manera que un equipo electrónico los pueda procesar automáticamente.
- En formatos abiertos, que cualquier usuario puede disponer de la información sin necesidad de contar con un programa o servicio especial.
- De libre uso, tras citar la fuente de origen y no modificar el contenido pueden ser usados, reutilizados y redistribuidos por cualquier interesado.

### Reforma Constitucional en materia de Combate a la Corrupción
Se publicó en el Diario Oficial de la Federación el 27 de mayo de 2015, consta de reformas, adiciones o derogaciones a 14 artículos Constitucionales y es la base que da sustento a toda la legislación secundaria en la materia. Destacan cuatro: la primera, es la creación del Sistema Nacional Anticorrupción en el artículo 113 Constitucional. La segunda, es el reconocimiento de la facultad que tiene el Congreso para expedir las leyes que establezcan las bases del Sistema Nacional Anticorrupción en el artículo 73 Constitucional. La tercera, establece las responsabilidades de los servidores públicos y los particulares que incurran en actos de corrupción en los artículos 108, 109 y 114 Constitucionales. Y, por último, la cuarta reforma amplía y fortalece las facultades de fiscalización de la Auditoría Superior de la Federación en el artículo 79 Constitucional.
- Artículo 22 sobre la adición del enriquecimiento ilícito en el procedimiento de un caso de extinción de dominio(nuevamente reformado el 14 de marzo del 2019).
- Artículo 28 sobre órganos internos de control en la  COFECE y el IFT.
- Artículo 41 sobre el cambio de la Contraloría General por un órgano interno de control y su coordinación con la Auditoría Superior de la Federación en el INE.
- Artículo 73 sobre las facultades del Congreso para expedir leyes acerca de la Auditoría Superior de la Federación, el Tribunal Federal de Justicia Administrativa y las responsabilidades administrativas, obligaciones y sanciones de los servidores públicos.
- Artículo 74 sobre las facultades exclusivas de la Cámara de Diputados para coordinar y evaluar el desempeño de las funciones de la Auditoría Superior de la Federación, como la revisión de la Cuenta Pública y el Informe General Ejecutivo del resultado de la Fiscalización Superior de la Cuenta Pública. Y para designar a los titulares de los órganos internos de control de los organismos con autonomía que ejerzan recursos del Presupuesto de Egresos de la Federación.
- Artículo 76 sobre la adición del Secretario responsable del control interno del Ejecutivo Federal en las facultades exclusivas del Senado de ratificar los nombramientos que haga.
- Artículo 79 sobre la Auditoría Superior de la Federación, sus facultades, responsabilidades y funcionamiento (nuevamente reformado el 27 de enero del 2016).[23]
- Artículo 104 sobre el conocimiento de los Tribunales de la Federación de los recursos de revisión que se interpongan contra las resoluciones definitivas de los tribunales de justicia administrativa (nuevamente reformado el 27 de enero del 2016).[23]
- Artículo 108 sobre las Responsabilidades de los Servidores Públicos, Particulares Vinculados con Faltas Administrativas Graves o Hechos de Corrupción, y Patrimonial del Estado, se añade la responsabilidad de presentar su declaración patrimonial y de intereses ante las autoridades competentes (nuevamente reformado el 27 de enero del 2016).[23]
- Artículo 109 sobre sanciones a los servidores públicos y particulares que incurran en responsabilidad frente al Estado.
- Artículo 113 sobre el Sistema Nacional Anticorrupción, su objeto, responsabilidades y funcionamiento.
- Artículo 114 sobre el aumento de 3 a 7 años en los plazos de prescripción en casos graves de responsabilidad administrativa.
- Artículo 116 sobre los deberes de las entidades estatales de fiscalización de las legislaturas de los estados, de fiscalizar las acciones de Estados y Municipios en materia de fondos, recursos locales y deuda pública, como realizar informes de auditoría de fiscalización de carácter público. El envío de la Cuenta Pública del año anterior. Y la institución de Tribunales de Justicia Administrativa.
- Artículo 122 sobre las facultades de la Asamble Legislativa del Distrito Federal. De recibir, a más tardar, el 30 de abril la cuenta pública del año pasado. De expedir las disposiciones legales para organizar la hacienda pública, el presupuesto, la contabilidad y el gasto público del Distrito Federal, y la entidad de fiscalización dotándola de autonomía técnica y de gestión en el ejercicio de sus atribuciones. De expedir la Ley Orgánica de los tribunales encargados de la función judicial del fuero común en el Distrito Federal. Y de Expedir la Ley Orgánica del Tribunal de Justicia Administrativa.[24]

En el mismo artículo se reforma sobre la existencia de un Tribunal de Justicia Administrativa en el Distrito Federal y sus facultades.

### Ley General del Sistema Nacional Anticorrupción
Busca establecer las bases de coordinación entre la Federación, los estados, los municipios y las alcaldías de la Ciudad de México, para el correcto funcionamiento del Sistema Nacional Anticorrupción. Los artículos de esta Ley abarcan: integrantes, responsabilidades, nombramientos, atribuciones, procedimientos, patrimonio, sesiones, determinaciones, requisitos, facultades y obligaciones del Sistema Nacional Anticorrupción. 
Esta Ley busca fijar: 132
- Mecanismos de coordinación entre los diversos órganos de combate a la corrupción.
- Directrices para la coordinación de las autoridades competentes para la generación de políticas públicas en materia de prevención, detección, control, sanción, disuasión y combate a la corrupción.
- La regulación del funcionamiento y organización del Sistema Nacional Anticorrupción.
- Acciones que aseguren la integridad y el comportamiento ético de los Servidores públicos.

Y tiene por objetivo establecer las bases para:
- Prevenir hechos de corrupción y faltas administrativas.
- Emitir políticas públicas integrales en el combate a la corrupción, fiscalización y control de recursos públicos.
- La organización y funcionamiento del Comité de Participación Ciudadana, junto con sus principios y procedimiento.
- Promocionar, fomentar y difundir la cultura de integridad en el servicio público, rendición de cuentas, transparencia, fiscalización y control de recursos públicos.
- El Sistema Nacional de Fiscalización.
- Crear e implementar sistemas electrónicos para el manejo de la información que generen las instituciones competentes de los órganos de gobierno.

### Ley General de Responsabilidades Administrativas
Fue creada para distribuir competencias entre órdenes de gobierno para establecer las responsabilidades administrativas y obligaciones de los Servidores Públicos, las sanciones de las faltas graves para ellos o particulares y sus procedimientos.
Queda explícito en esta ley:
- Los Servidores Públicos deben desempeñar sus funciones bajo los principios de disciplina, legalidad, objetividad, profesionalismo, honradez, lealtad, imparcialidad, integridad, rendición de cuentas, eficacia y eficiencia.
- Las obligaciones y directrices que rigen la actuación de los Servidores Públicos.
- Las Faltas administrativas se consideran graves cuando se trata de soborno, tráfico de influencias, colusión, uso indebido de recursos públicos, contratación indebida, participación ilícita en procedimientos administrativos, utilización de información falsa y obstrucción de facultades de investigación. 
  1. Las sanciones para las faltas graves de Servidores Públicos consisten en la suspensión o destitución del empleo, cargo o comisión. Una sanción económica o la inhabilitación temporal para ser servidor público y partícipe de adquisiciones, arrendamientos, servicios u obras públicas.
  2. Las sanciones para las faltas graves de personas físicas consisten en sanción económica que podrá alcanzar hasta dos tantos de los beneficios obtenidos, inhabilitación temporal para participar en adquisiciones, arrendamientos, servicios u obras públicas e indemnización por los daños y perjuicios ocasionados.
  3. Para las faltas graves de personas morales aplican las mismas sanciones que una persona física más la suspensión temporal de actividades o la disolución de la sociedad respectiva.
- Que las Faltas administrativas se consideran no graves a los actos u omisiones que incumplan o transgredan alguna de las siguientes obligaciones:  
  1. Cumplir con las funciones, atribuciones y comisiones encomendadas.
  2. Denunciar actos u omisiones que puedan ser Faltas administrativas. Atender las instrucciones de sus superiores acordes con el servicio público. Presentar en tiempo y forma las declaraciones de situación patrimonial y de intereses. Registro, cuidado y buen uso de documentación e información. Supervisar que otros Servidores Públicos cumplan con estas obligaciones. Rendición de cuentas.
  3. Colaborar en procedimientos judiciales y administrativos. Cerciorarse de que cualquier trato con particulares no genere un Conflicto de interés.
  4. Las sanciones para las faltas no graves consisten en una amonestación, suspensión o sustitución del empleo o la inhabilitación temporal para ser servidor público y partícipe de adquisiciones, arrendamientos, servicios u obras públicas.
- Los procedimientos para las sanciones por Faltas administrativas y las facultades de las autoridades competentes.
- Las sanciones por la comisión de Faltas de particulares,los procedimientos y las facultades de las autoridades competentes.
- Los mecanismos para la prevención, corrección e investigación de responsabilidades administrativas.
- Las bases para que todo Ente público establezca políticas eficaces de ética pública y responsabilidad en el servicio público.

### Ley Orgánica del Tribunal Federal de Justicia Administrativa
Deroga la Ley Orgánica del Tribunal Federal de Justicia Fiscal y Administrativa, tiene por objeto determinar la integración, organización. atribuciones y funcionamiento del Tribunal Federal de Justicia Administrativa. Se destaca por otorgar autonomía constitucional fuera del poder judicial, capacidad de juzgar y emitir sentencias, el principio de verdad material y el principio de proporcionalidad. 
El Tribunal conocerá de los juicios que se promuevan contra las resoluciones definitivas, actos administrativos y procedimientos que se indican a continuación:
- Los decretos y acuerdos de carácter general, diversos a los reglamentos, cuando sean autoaplicativos o cuando el interesado los controvierta con motivo de su primer acto de aplicación.
- Las dictadas por autoridades fiscales federales y organismos fiscales autónomos, en que se determine la existencia de una obligación fiscal, se fije en cantidad líquida o se den las bases para su liquidación.
- Las que nieguen la devolución de un ingreso de los regulados por el Código Fiscal de la Federación, indebidamente percibido por el Estado o cuya devolución proceda de conformidad con las leyes fiscales.
- Las que impongan multas por infracción a las normas administrativas federales.
- Las que causen un agravio en materia fiscal distinto al que se refieren las fracciones anteriores.
- Las que nieguen o reduzcan las pensiones y demás prestaciones sociales que concedan las leyes en favor de los miembros del Ejército, de la Fuerza Aérea y de la Armada Nacional o de sus familiares o derechohabientes con cargo a la Dirección de Pensiones Militares o al erario federal, así como las que establezcan obligaciones a cargo de las mismas personas, de acuerdo con las leyes que otorgan dichas prestaciones.
- Las que se dicten en materia de pensiones civiles, sea con cargo al erario federal o al Instituto de Seguridad y Servicios Sociales de los Trabajadores del Estado.
- Las que se originen por fallos en licitaciones públicas y la interpretación y cumplimiento de contratos públicos, de obra pública, adquisiciones, arrendamientos y servicios celebrados por las dependencias y entidades de la Administración Pública Federal centralizada y paraestatal, y las empresas productivas del Estado; así como, las que estén bajo responsabilidad de los entes públicos federales cuando las leyes señalen expresamente la competencia del tribunal.
- Las que nieguen la indemnización por responsabilidad patrimonial del Estado, declaren improcedente su reclamación o cuando habiéndola otorgado no satisfaga al reclamante. También, las que por repetición, impongan la obligación a los servidores públicos de resarcir al Estado el pago correspondiente a la indemnización, en los términos de la ley de la materia.
- Las que requieran el pago de garantías a favor de la Federación, las entidades federativas o los Municipios, así como de sus entidades paraestatales y las empresas productivas del Estado.
- Las que traten las materias señaladas en el artículo 94 de la Ley de Comercio Exterior.
- Las dictadas por las autoridades administrativas que pongan fin a un procedimiento administrativo, a una instancia o resuelvan un expediente, en los términos de la Ley Federal de Procedimiento Administrativo.
- Las que resuelvan los recursos administrativos en contra de las resoluciones que se indican en las demás fracciones de este artículo.
- Las que se funden en un tratado o acuerdo internacional para evitar la doble tributación o en materia comercial, suscritos por México, o cuando el demandante haga valer como concepto de impugnación que no se haya aplicado en su favor alguno de los referidos tratados o acuerdos.
- Las que se configuren por negativa ficta en las materias señaladas en este artículo, por el transcurso del plazo que señalen el Código Fiscal de la Federación, la Ley Federal de Procedimiento Administrativo o las disposiciones aplicables o, en su defecto, en el plazo de tres meses, así como las que nieguen la expedición de la constancia de haberse configurado la resolución positiva ficta, cuando ésta se encuentre prevista por la ley que rija a dichas materias.
- Las resoluciones definitivas por las que se impongan sanciones administrativas a los servidores públicos en términos de la legislación aplicable, así como contra las que decidan los recursos administrativos previstos en dichos ordenamientos, además de los órganos constitucionales autónomos;
- Las resoluciones de la Contraloría General del Instituto Nacional Electoral que impongan sanciones administrativas no graves, en términos de la Ley General de Instituciones y Procedimientos Electorales.
- Las sanciones y demás resoluciones emitidas por la Auditoría Superior de la Federación, en términos de la Ley de Fiscalización y Rendición de Cuentas de la Federación.

El Tribunal se integra por una Sala Superior, la Junta de Gobierno y Administración y Salas regionales.

### Ley de Fiscalización y Rendición de Cuentas de la Federación
Se reformó el artículo 49 de la Ley de Coordinación Fiscal, y el artículo 70 de la Ley General de Contabilidad Gubiernamental que tiene por objeto reglamentar los artículos 73 fracción XXIV, 74, fracciones II y VI, y 79 de la Constitución Política de los Estados Unidos Mexicanos en materia de revisión y fiscalización de:
I. La Cuenta Pública; II. Las situaciones irregulares que se denuncien en términos de esta Ley, respecto al ejercicio fiscal en curso o a ejercicios anteriores distintos al de la Cuenta Pública en revisión; III. La aplicación de las fórmulas de distribución, ministración y ejercicio de las participaciones federales, y IV. El destino y ejercicio de los recursos provenientes de financiamientos contratados por los estados y municipios, que cuenten con la garantía de la Federación. 
La fiscalización de la Cuenta Pública comprende: I. La fiscalización de la gestión financiera de las entidades fiscalizadas para comprobar el cumplimiento de lo dispuesto en la Ley de Ingresos y el Presupuesto de Egresos, y demás disposiciones legales aplicables, en cuanto a los ingresos y gastos públicos, así como la deuda pública, incluyendo la revisión del manejo, la custodia y la aplicación de recursos públicos federales, así como de la demás información financiera, contable, patrimonial, presupuestaria y programática que las entidades fiscalizadas deban incluir en dicho documento, conforme a las disposiciones aplicables, y II. La práctica de auditorías sobre el desempeño para verificar el grado de cumplimiento de los objetivos de los programas federales.
La fiscalización de la Cuenta Pública tiene el objeto establecido en esta Ley y se llevará a cabo conforme a los principios de legalidad, definitividad, imparcialidad y confiabilidad.

## Estructura Orgánica

### Comité Coordinador
El Comité Coordinador del SNA, abreviado dentro de los sitios web del gobierno de México con CC, se dedica a realizar mejoras en la coordinación entre las autoridades responsables de fiscalización, control y prevención de corrupción y faltas administrativas. También aprueba, promueve y evalúa las políticas nacionales, establece la coordinación con los Sistemas Locales y aprueba el diseño y funcionamiento de la Plataforma Digital Nacional.
El Comité Coordinador está integrado por 7 integrantes, titulares de las seis instituciones nacionales dedicadas a la rendición de cuentas y el combate a la corrupción y el titular del CPC:
1. El titular del Comité de Participación Ciudadana
2. Auditoría Superior de la Federación que fiscaliza el uso de recursos públicos y publica sus observaciones.
3. Fiscalía Especializada de Combate a la Corrupción que investiga, prevé y persigue los delitos cometidos por servidores públicos federales al desempeñar sus funciones.
4. Secretaría de la Función Pública que lleva el control interno, audita el gasto, coordina a los órganos internos de control y vigila a los servidores públicos de la Administración Pública Federal. Sanciona las faltas administrativas no graves.
5. Tribunal Federal de Justicia Administrativa que castiga las faltas administrativas graves.
6. Consejo de la Judicatura Federal que vigila y disciplina a magistrados y jueces del Poder Judicial.
7. Instituto Nacional de Transparencia, Acceso a la Información y Protección de Datos Personales que garantiza que cualquiera que recibe o ejerce recursos públicos haga pública la información que le soliciten.

Este Comité Coordinador se reúne periódicamente en sesiones para intercambiar información y propuestas, así como evaluar resultados. Fue instalado el 4 de abril de 2017.

### Comité de Participación Ciudadana
El Comité de Participación Ciudadana, o C.P.C., busca fomentar que los ciudadanos y académicos tengan un rol activo en combatir la corrupción y que las nuevas políticas reflejen las necesidades y preocupaciones de los ciudadanos en materia de corrupción, por eso están al centro del Sistema Nacional Anticorrupción. Cinco ciudadanos considerados honestos y que gozan de prestigio componen el Comité de Participación Ciudadana, dirigen el sistema y vigilan que funcione. Sus integrantes son:
1. José Octavio López Presa: Presidente
2. Rosa María Cruz Lesbros: Miembro y secretaria del Consejo Consultivo del Colegio de Contadores Públicos de México
3. Alfonso Hernández Valdez: Miembro Y profesor e investigador del Departamento de Estudios Sociopolíticos y Jurídicos del  ITESO
4. Irene Levy Mustri: Miembro y presidenta de Observatel, A.C.
5. Jorge Alberto Alatorre Flores: Miembro y profesor Investigador de la Universidad de Guadalajara

Algunas de sus funciones son: 
- Proponer políticas anticorrupción
- Vincular el Sistema Nacional Anticorrupción con organizaciones civiles y la academia
- Proponer mejoras a la Plataforma Digital Nacional
- Dar seguimiento al funcionamiento del Sistema Nacional Anticorrupción
- Involucrar a los ciudadanos en prevenir  y denunciar la corrupción
- Llevar un registro de organizaciones de la sociedad civil que deseen colaborar con el Sistema Nacional Anticorrupción

### Secretaría Ejecutiva del Sistema Nacional Anticorrupción
Para que el Sistema Nacional Anticorrupción pueda concretar sus objetivos depende de su Secretaría Ejecutiva. 
La Secretaría Ejecutiva del Sistema Nacional Anticorrupción es un organismo:
- Descentralizado
- No sectorizado
- Con personalidad jurídica
- Con patrimonio propio

Esto le permite ser independiente de otros organismos para coordinar las actividades del SNA, tomar decisiones técnicas. El objetivo de la Secretaría Ejecutiva es dar apoyo técnico al Comité Coordinador mediante propuestas para prevenir, controlar e investigar la corrupción.
Por ello, sus funciones son:
- Proponer políticas públicas y evaluar su funcionamiento.
- Realizar estudios especializados.
- Administrar la Plataforma Digital Nacional para facilitar el intercambio de información.
- Dar seguimiento a los acuerdos que llegue el Comité Coordinador.

La Secretaría Ejecutiva ejecuta y da seguimiento a lo que el Comité Coordinador del SNA se propone hacer.

### Comisión Ejecutiva
La Comisión Ejecutiva es el órgano técnico de la Secretaría Ejecutiva. Está compuesta por el secretario técnico de la SESNA y los miembros del CPC, menos su presidente. La Comisión Ejecutiva acuerda la realización de insumos técnicos para proponerlos al Comité Coordinador del SNA.
Algunas de sus propuestas son: 
- Políticas para prevenir, investigar y castigar la corrupción
- Metodologías e indicadores para medir la corrupción
- Mecanismos para mejorar la coordinación y comunicación entre los integrantes del SNA
- Evaluaciones de las políticas del SNA y su implementación.

### Sistema Nacional de Fiscalización
El Sistema Nacional de Fiscalización tiene como objetivo mejorar la coordinación y cumplimiento de responsabilidades de las autoridades de fiscalización y auditoría. Está integrado por la Auditoría Superior de la Federación, o ASF, la Secretaría de la Función Pública, o SFP, las Entidades de Fiscalización Superiores Locales o Auditorias Locales y los Órganos Estatales de Control o Contralorías.
Cuenta con un Comité Rector configurado como un órgano colegiado que toma las decisiones. Está presidido de manera conjunta por los titulares de la ASF y de la SFP y rotatoriamente integrado por 7 titulares de las Auditorias Locales o de las Contralorías Estatales.
Algunas de sus responsabilidades son: 
- Crear un sistema electrónico de fiscalización y auditoría para el uso y revisión de todas las autoridades.
- Homologar y mejorar la fiscalización y auditoría de todo el país.
- Diseñar, aprobar y promover las políticas en la materia.

### Sistemas Estatales Anticorrupción
Parte del Sistema Nacional Anticorrupción está compuesto de 32 Sistemas Estatales Anticorrupción, también conocidos como Sistemas Locales Anticorrupción o por sus dos acrónimos SEA y SLA, se establece uno por cada estado de la república para tener mayor coordinación y alcance de las acciones anticorrupción en los estados del país.
Estos Sistemas Locales deben ser equivalentes al SNA en estructura, competencias y responsabilidades, además de que toman en cuenta las prioridades de cada entidad, por lo que permiten mayor precisión de acción en cada estado del país. 
Para lograr establecer su Sistema Estatal Anticorrupción cada entidad debe ajustar su marco legal y con ello establecer los organismos responsables de guiar el combate a la corrupción.
Todos los sistemas locales son regulados por el Sistema Nacional Anticorrupción y se organizan con este para aplicar políticas y acciones coordinadas, por lo que deben cooperar entre ellos. 
Los SLA se encargan de prestar apoyo técnico a las autoridades locales de prevención, detección y sanción de faltas administrativas y hechos de corrupción. Emiten: recomendaciones, políticas públicas e informes con atribuciones y procedimientos para darles seguimiento. Sus informes públicos dan aviso de las acciones anticorrupción, los riesgos que identificaron, los costos potenciales generados por la corrupción y los resultados de sus recomendaciones.
Para mayo de 2019 habían sido instalados 29 de los 32 Sistemas Estatales Anticorrupción; sin embargo, para el 16 de mayo de 2019 aún estaba pendiente la ratificación de los magistrados del Tribunal Federal de Justicia Administrativa por parte del Senado.
| Sistemas Estatales Anticorrupción |                                 |                                                                   | |
| #                                 | Entidad Federativa              | Sistema Estatal Anticorrupción                                    | Más Información |
| 1                                 | Aguascalientes                  | Sistema Estatal Anticorrupción de Aguascalientes                  | Ley del Sistema Estatal Anticorrupción de Aguascalientes                                                                          |
| 2                                 | Baja California                 | Sistema Estatal Anticorrupción de Baja California                 | Ley del Sistema Estatal Anticorrupción de Baja California                                                                         |
| 3                                 | Baja California Sur             | Sistema Estatal Anticorrupción de Baja California Sur             | Sistema Estatal Anticorrupción, Consejo de la Judicatura de Baja California Sur                                                   |
| 4                                 | Campeche                        | Sistema Anticorrupción del Estado de Campeche                     | Sitio del SEA de Campeche |
| 5                                 | Chiapas                         | Sistema Anticorrupción del Estado de Chiapas (SAECH)              | Sitio Anticorrupción de Chiapas (enlace roto disponible en Internet Archive; véase el historial, la primera versión y la última). |
| 6                                 | Chihuahua                       | Sistema Anticorrupción del Estado de Chihuahua                    | Sitio del Congreso de Chihuahua, SEA                                                                                              |
| 7                                 | Ciudad de México                | Sistema Anticorrupción de Ciudad de México                        | Sitio informativo sobre el Sistema Anticorrupción de la CDMX                                                                      |
| 8                                 | Coahuila de Zaragoza            | Sistema Anticorrupción del Estado de Coahuila                     | Sitio oficial del SEA, Coahuila                                                                                                   |
| 9                                 | Colima                          | Sistema Anticorrupción del Estado de Colima                       | Sitio de Comisión de Participación Ciudadana, del estado de Colima                                                                |
| 10                                | Durango                         | Sistema Local Anticorrupción de Durango (SLA)                     | Sitio de la Secretaría Ejecutiva del Sistema Local Anticorrupción                                                                 |
| 11                                | Guanajuato                      | Sistema Estatal Anticorrupción Guanajuato (SEA Gto.)              | Sitio de alianza con el SEA, Guanajuato                                                                                           |
| 12                                | Guerrero                        | Sistema Estatal Anticorrupción de Guerrero (SEA Guerrero)         | Sitio de Comisión de Participación Ciudadana, del estado de Guerrero                                                              |
| 13                                | Hidalgo                         | Sistema Estatal Anticorrupción de Hidalgo                         | Sitio informativo del Congreso, del Poder Legislativo de Hidalgo                                                                  |
| 14                                | Jalisco                         | Sistema Anticorrupción del Estado de Jalisco (SEAJAL)             | Sitio oficial del SEA, Jalisco |
| 15                                | México                          | Sistema Anticorrupción del Estado de México (SESAEM)              | Sitio oficial de la Secretaría Ejecutiva del Sistema Anticorrupción del Estado de México (SESAEM)                                 |
| 16                                | Michoacán de Ocampo             | Sistema Estatal Anticorrupción de Michoacán                       | Información del SEA, Michoacán Archivado el 26 de junio de 2019 en Wayback Machine.                                               |
| 17                                | Morelos                         | Sistema Anticorrupción del Estado de Morelos                      | Sitio de la Comisión SEA, Morelos                                                                                                 |
| 18                                | Nayarit                         | Sistema Local Anticorrupción del Estado de Nayarit                | Ley de Transparencia del SEA, Nayarit                                                                                             |
| 19                                | Nuevo León                      | Sistema Estatal Anticorrupción                                    | Información sobre el SEA, Nuevo León                                                                                              |
| 20                                | Oaxaca                          | Sistema Estatal de Combate a la Corrupción de Oaxaca              | Sitio del Sistema Estatal de Combate a la Corrupción de Oaxaca                                                                    |
| 21                                | Puebla                          | Sistema Estatal Anticorrupción (SEA Puebla)                       | Sitio oficial del SEA, Puebla |
| 22                                | Querétaro                       | Sistema Estatal Anticorrupción (SEA Querétaro)                    | Sitio oficial del SEA, Querétaro                                                                                                  |
| 23                                | Quintana Roo                    | Sistema Estatal Anticorrupción                                    | Sitio con información del SEA, Quintana Roo Archivado el 26 de junio de 2019 en Wayback Machine.                                  |
| 24                                | San Luis Potosí                 | Sistema Estatal Anticorrupción de San Luis Potosí                 | Legislación Anticorripción de San Luis Potosí Archivado el 26 de junio de 2019 en Wayback Machine.                                |
| 25                                | Sinaloa                         | Sistema Estatal Anticorrupción del Estado de Sinaloa (EA Sinaloa) | Sitio oficial SESEA, Sinaloa |
| 26                                | Sonora                          | Sistema Estatal Anticorrupción del Estado de Sonora               | Sitio oficial de la Secretaría Ejecutiva del SEA, Sonora                                                                          |
| 27                                | Tabasco                         | Sistema Estatal Anticorrupción-Tabasco                            | Sitio oficial de la Secretaría Ejecutiva del SEA,Tabasco                                                                          |
| 28                                | Tamaulipas                      | Sistema Estatal Anticorrupción de Tamaulipas                      | Sitio oficial de Tamaulipas, información SEA                                                                                      |
| 29                                | Tlaxcala                        | Sistema Anticorrupción del Estado de Tlaxcala                     | Ley de transparencia del SEA, Tlaxcala                                                                                            |
| 30                                | Veracruz de Ignacio de la Llave | Sistema Estatal Anticorrupción (SEA Veracruz)                     | Sitio oficial de la Secretaría Ejecutiva del SEA,Veracruz                                                                         |
| 31                                | Yucatán                         | Sistema Estatal Anticorrupción                                    | Sitio oficial del Congreso de Yucatán, inoformación del SEA Archivado el 17 de octubre de 2018 en Wayback Machine.                |
| 32                                | Zacatecas                       | Sistema Estatal Anticorrupción de Zacatecas (SEA Zacatecas)       | Sitio oficial del SEA, Zacatecas                                                                                                  |

## Política Nacional Anticorrupción
Como resultado de análisis de datos oficiales y evidencias generadas por distintas instancias de la sociedad civil, nace la propuesta de la Política Nacional Anticorrupción.
El Comité de Participación Ciudadana, a través de su participación en la Comisión Ejecutiva del SNA, tiene la facultad de opinar y realizar propuestas para la elaboración de la Política Nacional Anticorrupción.
Para la propuesta de la Política Nacional Anticorrupción se determinó un mecanismo de Consulta Pública Nacional para la realización del documento.
Como resultado de este proceso colaborativo con fundamentos empíricos, se elaboró la propuesta de política pública en la que la corrupción se concibe de forma sistémica como un orden social que privilegia modos de interacción e intercambio basados en particularismo y el favoritismo. 
La PNA cuenta con un diagnóstico general dividido en diez temáticas, las cuales se articularon en torno a cuatro ejes estratégicos:
Combatir la impunidad
- Procuración e impartición de justicia en delitos por hechos de corrupción
- Denuncia, investigación y sanción de faltas administrativas

Controlar la arbitrariedad
- Profesionalización e integridad en el servicio público.
- Procesos institucionales: planeación, presupuesto y ejercicio del gasto público.
- Auditoría: fiscalización de recursos públicos y mejora institucional.

Involucrar a la sociedad
- Participación ciudadana: vigilancia, colaboración y cocreación.
- Corresponsabilidad e integridad empresarial.
- Educación y comunicación para el control de la corrupción.

Fortalecer los puntos de contacto gobierno - sociedad
- Puntos de contacto ciudadanos: trámites, servicios y programas públicos.
- Interacciones gobierno - iniciativa privada: compras, asociaciones y cabildeo.

Para la articulación de estos ejes estratégicos se definieron cuatro principios transversales, que son: coordinación, derechos humanos, gobierno abierto, e inteligencia y tecnologías.

## Plataforma Digital Nacional
La Plataforma Digital Nacional es un medio para el intercambio de datos sobre anticorrupción del Gobierno, qué busca ser una fuente de información pública con datos que ayuden a combatir la corrupción.
Mediante el uso de nuevas tecnologías, metodologías de trabajo, ciencia de datos e inteligencia artificial, la PDN busca tener el apoyo y los insumos necesarios para el funcionamiento adecuado del Sistema Nacional Anticorrupción.
Tiene como objetivos:
- Analizar, predecir y alertar a las autoridades cuando se presente un posible acto de corrupción.
- Automatizar procesos, para evitar conflictos de interés.
- Promover el uso de datos, como evidencia contra la impunidad.
- Dar seguimiento a los procesos y proyectos de contratación, para asegurar el cumplimiento y garantizar una mayor eficiencia en compras públicas.
- Apoyar la participación de la ciudadanía, mediante el combate a la corrupción.
- Incorporar indormación para evaluar la PNA.
- Dar evidencia para generar recomendaciones dentro del Sistema Nacional Anticorrupción.[37]

Las instituciones de Gobierno continuarán generando datos propios, pero tendrán que ser estandarizados y distribuidos mediante la PDN. 

## Percepción de la sociedad
Debido a la complejidad y magnitud del problema de la corrupción en México, el Sistema Nacional Anticorrupción enfrenta críticas y escepticismo por múltiples frentes como el gobierno de Andrés Manuel López Obrador, el público general, estudiosos y periodistas.